# Arctosa litigiosa
Arctosa litigiosa là một loài nhện trong họ Lycosidae.
Loài này thuộc chi Arctosa. Arctosa litigiosa được Carl Friedrich Roewer miêu tả năm 1960.